# Anna Goebel
Anna Goebel (ur. 28 grudnia 1951 w Katowicach) – polska artystka wizualna, profesor sztuk plastycznych o specjalności tkanina artystyczna.

## Życiorys
Pochodzi z Piotrowic. W 1970 roku ukończyła Państwowe Liceum Sztuk Plastycznych w Katowicach i przez dwa lata pracowała jako dekoratorka w katowickich Zakładach Porcelany „Bogucice”. 
W latach 1972–1977 studiowała na Wydziale Architektury Wnętrz i Wydziale Malarstwa Grafiki i Rzeźby w Państwowej Wyższej Szkole Sztuk Plastycznych w Poznaniu (późniejszy Uniwersytet Artystyczny im. Magdaleny Abakanowicz w Poznaniu). Dyplom uzyskała u prof. Jana Węcławskiego i prof. Magdaleny Abakanowicz, u której została asystentką w Pracowni Gobelinu.
We wrześniu 1978 roku zaczęła pracę na swojej macierzystej uczelni, m.in. prowadząc wykłady na Wydziale Malarstwa i Rysunku. W 1990 roku samodzielnie zaczęła prowadzić pracownię, a od 2022 roku współpracuje z nią jako konsultantka. 
W 1995 roku nadano jej tytuł profesora sztuk plastycznych.

## Działalność artystyczna
Swoją działalność artystyczną wyraża poprzez tworzenie przestrzennych kompozycji czy realizację efemerycznych działań w plenerze. Ponadto eksperymentuje z papierem i tkaniną na styku różnych dziedzin sztuki oraz prowadzi warsztaty plastyczne. Do swoich prac wykorzystuje materiały pochodzenia naturalnego oraz z recyklingu.
Jest autorką wystaw indywidualnych oraz zbiorowych w kraju i za granicą. Wizytowała na różnych zagranicznych uczelniach, m.in. Stanach Zjednoczonych, Australii i Izraelu. Reprezentowała polską tkaninę artystyczną na międzynarodowych wystawach, w tym w: Lozannie, Kioto, Pittsburgh, Manchesterze, Meksyku i Buenos Aires.
Jej prace znajdują się m.in. w zbiorach następujących instytucji: Centralne Muzeum Włókiennictwa w Łodzi, Galeria Studio w Warszawie, Muzeum Papiernictwa w Dusznikach-Zdroju, Savaria Museum w Szombathely, Instituto de Cultura w Morelii czy Kunstmuseum Villa Zanders w Bergisch Gladbach.

## Wybrane wystawy
- 1980: Reliefy, Międzynarodowe Targi Poznańskie, Poznań
- 1983: Kompozycje przestrzenne, Galeria Wielka 19, Poznań
- 1985: Teatro de las sombras, Galeria Amat, Meksyk
- 1988: Tkanina, Galeria BWA, Konin
- 1999: Wind Whispers, Periscope Gallery(inne języki), Tel Awiw-Jafa
- 2002: Kohtaamisia, City Gallery Rauma, Rauma
- 2003: Ujawnione, Galeria Studio, Warszawa
- 2004: Nature Talk, Kulturni Centar Beograda, Belgrad
- 2009: No paper, paper, Villa Zanders(inne języki), Bergisch Gladbach
- 2009: Wandelbar, Agathenburg
- 2021: Przepływy, Galeria Curators Lab, Poznań

Źródło:

## Nagrody i wyróżnienia
- Srebrny Medal „Zasłużony Kulturze Gloria Artis” (2016)[2]